# Fortaleza
|  | Per a altres significats, vegeu «Fortaleza (desambiguació)». |

Fortaleza és una ciutat de la regió nord-est del Brasil, capital de l'estat del Ceará. La ciutat es va desenvolupar als marges del riu Pajeú, a 2.285 km de Brasilia.
El seu nom té com referència el Fort Schoonenborch construït durant la ocupació neerlandesa, el 1649. Batejada de Loira desposada do Sol, pels versos del poeta Paula Ney, Fortaleza és el més important centre industrial i comercial del nord-est. En el turisme, la ciutat és un dels principals destins del turisme internacional que visita el Brasil. És seu del Banc del Nordeste i del DNOCS.
La Regió Metropolitana de Fortaleza té 3.903.945 habitants (dades del cens demogràfic de 2022), sent una de les deu més gran àrees urbanes del Brasil i de les tres més gran del Nord-est. El seu aeroport és el Pinto Martins. És per aquí que arriben a la ciutat la majoria dels turistes. La ciutat és la terra natal dels escriptors José de Alencar i Rachel de Queiroz, de l'humorista Tom Cavalcante i de l'expresident Castelo Branco.
La ciutat és al el litoral de l'Estat, a una altitud mitjana de 21 metres, i és la seu d'un terme municipal de 313,8 km² d'àrea. És la quarta ciutat més poblada de Brasil després de superar Salvador al cens de 2022 amb una població de 2,4 milions d'habitants, sent la capital de major densitat de població del país amb 8.390,76 hab/km².

## Geografia

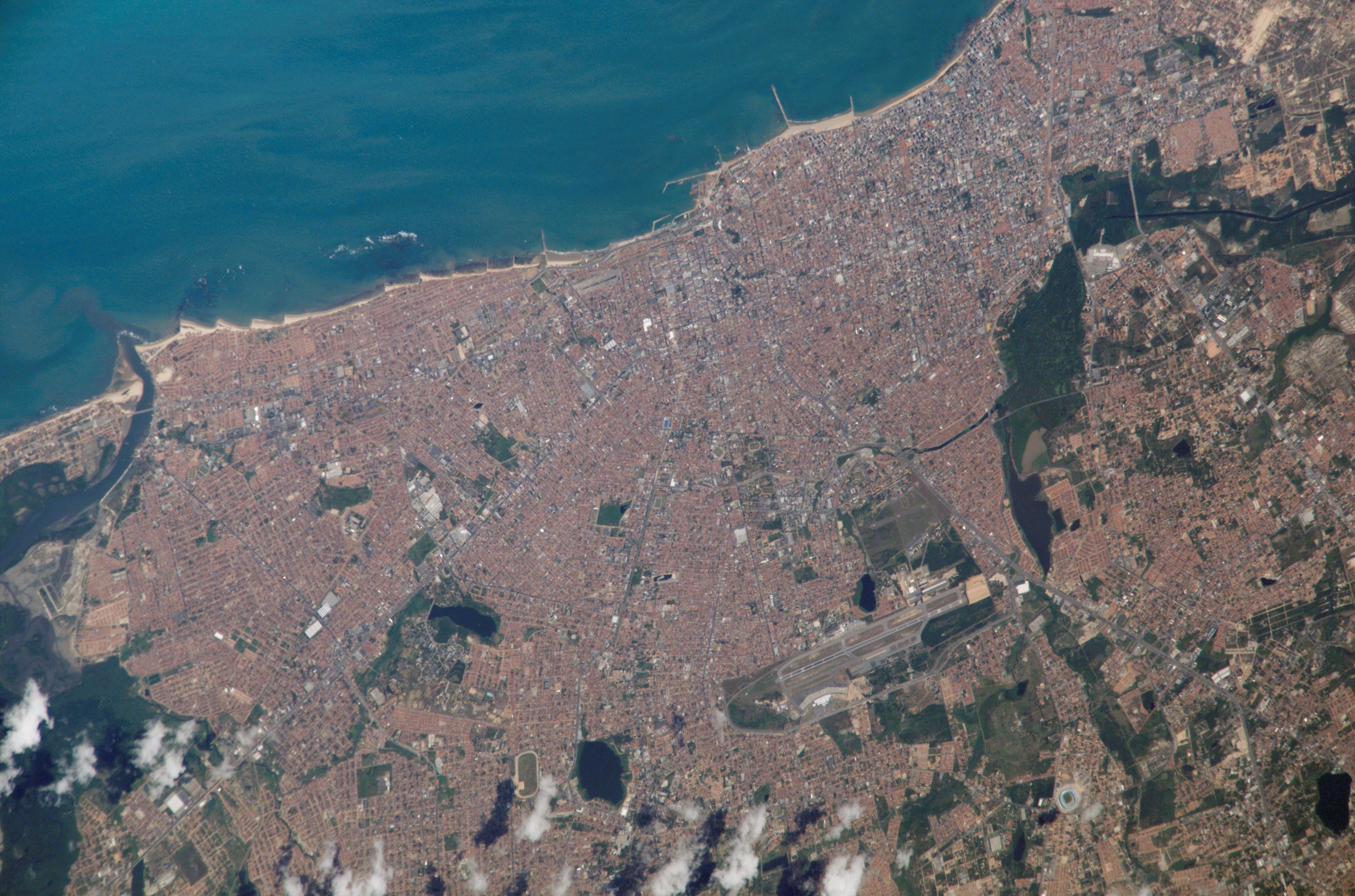
Imatge de satèl·lit de Fortaleza

Segons la divisió regional vigent des de 2017, establerta per l'IBGE, el municipi pertany a les regions geogràfiques intermèdia i immediata de Fortaleza. Fins aleshores, amb les divisions vigents en microregions i mesoregions, formava part de la microregió de Fortaleza, que al seu torn estava inclosa a la Mesoregió Metropolitana de Fortaleza.
Els límits del municipi són l'oceà Atlàntic al nord; Maracanaú, Itaitinga i Pacatuba al sud; Caucaia a l'oest i Eusébio i Aquiraz a l'est. Amb 312.353 km², Fortaleza és una de les capitals més petites del país en àrea territorial. També és la capital de l'estat brasiler més propera al continent europeu, a 5.608 km de Lisboa. El medi ambient de Fortaleza té característiques semblants a les d'altres ciutats de la costa del Brasil. El clima és càlid, amb una temperatura mitjana anual de 26 °C. La vegetació predominant és el manglar i la restinga. El seu relleu és de plana litoral i altiplans prelitorals.

## Fills il·lustres
- Alberto Nepomuceno (1864-1920) compositor musical
- Marlui Miranda

## Galeria

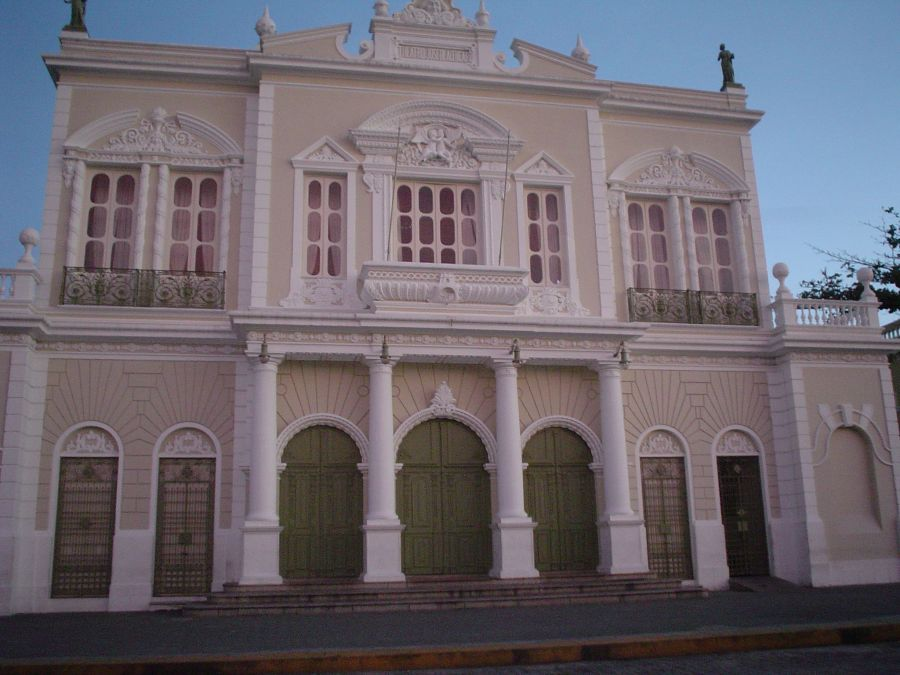
Teatre José de Alencar, a Fortaleza
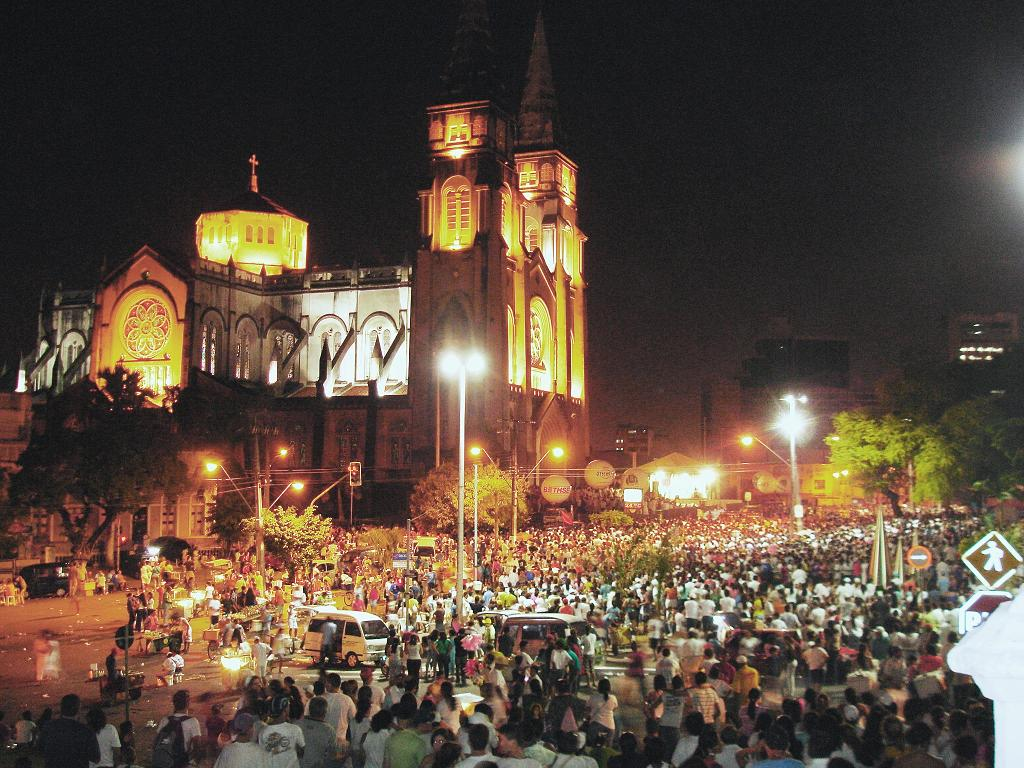
Catedral Metropolitana de Fortaleza